# Música de Navidad... Espectacular
Música de Navidad... Espectacular es un álbum de música navideña del artista John Klein publicado originalmente en 1959, bajo el nombre "A christmas sound spectacular John Klein".
Este disco se convirtió en un éxito contemporáneo a través de las generaciones e imprescindible en la celebración de la Navidad como música de ambiente. Esta producción cuenta con la versión americana del Carillón acompañado de una orquesta y coro en piezas como Ave María.

## Lista de temas
| Música de Navidad... Espectacular |                                                             |                                                                  |          |  |
| N.º                               | Título                                                      | Compositor                                                       | Duración |  |
| 1.                                | «Navidad Blanca»                                            | Irving Berlin                                                    | 2:35     |  |
| 2.                                | «Santa Claus viene a la ciudad»                             | J. Fred Coots/H. Gillespie                                       | 2:58     |  |
| 3.                                | «Oí campanas de Navidad + Villancico de las campanas»       | H. Wadsworth-Longfellow-Adapt. John Marks - Leontovych/Wilhousky | 3:17     |  |
| 4.                                | «¡Está nevando!»                                            | Jule Styne/Cahn                                                  | 2:42     |  |
| 5.                                | «Campanas de Navidad»                                       | James Pierpont                                                   | 2:48     |  |
| 6.                                | «Ave María»                                                 | Franz Schubert                                                   | 2:51     |  |
| 7.                                | «Campanas de plata»                                         | Livingston/Evans                                                 | 2:56     |  |
| 8.                                | «Rodolfo, El reno de nariz roja»                            | Johnny Marks                                                     | 2:40     |  |
| 9.                                | «Jesús nació en Navidad + Ángeles que oímos en las alturas» | Tradicional                                                      | 2:50     |  |
| 10.                               | «Frosty el mono de nieve»                                   | Rollins/Nelson                                                   | 2:29     |  |
| 11.                               | «Invierno en el país de las maravillas»                     | Felix Bernard/Smith                                              | 2:32     |  |
| 12.                               | «Niño Jesús»                                                | Frederick H. Martens/Pietro A. Yon                               | 3:39     |  |
| 34:21                             |                                                             |                                                                  |          |  |

En 1995 se remasterizó el álbum en una edición en CD la cual se distribuyó principalmente en Chile, la edición se comercializa hasta la actualidad siendo todo un éxito, convirtiéndose en algo tradicional para Navidad. Desde esa fecha hasta hoy se ha reeditado el disco en casete y ahora en CD, al igual que la grabación original realizada en los EE. UU., especialmente para los nostálgicos coleccionistas.
En 1964 este músico grabó otro disco navideño y un tercero en 1967, ambos con RCA. Previamente grabó uno con Columbia y varios de forma independiente con la firma Schulmerisch de carillones. Incluso grabó un disco con Sid Ramin en 1960 con RCA y con este sello un EP en 1961 y fue comisionado para la Expo '67 de Montreal (Quebec), para interpretar su tema musical. Publicó un libro en 1961 sobre el arte de interpretar el carillón. Klein nace en 1915 y fallece en 1981 a los 66 años.

## Enlace
Disco completo: https://www.youtube.com/watch?v=QfZb0z4bVCA

## Segundo LP con RCA
En 1964 fue grabado en stereo por la RCA, este segundo LP navideño, se hizo con la orquesta de Henri René en el pabellón de Coca-Cola en la feria mundial de Nueva York. El nombre original de la grabación es "Let's Ring The Bells All Around The Christmas Tree", en español sería conocido como "Felices Fiestas". Remasterizado digitalmente, para ser relanzado en 2004, las canciones del álbum son:
| Felices Fiestas | |                       |          |  |
| N.º             | Título | Compositor            | Duración |  |
| 1.              | «A1 Medley (Silent Night (Noche de paz) / O Little Town of Bethlehem (¡Oh! Pequeño pueblo de Belén) / We Wish You A Merry Christmas (Feliz Navidad a todos))» |                       | 3:45     |  |
| 2.              | «A2 All Around The Christmas Tree (Alrededor del árbol de Navidad)»                                                                                           | Stuart-Klein          | 2:59     |  |
| 3.              | «A3 Sleigh Ride (Paseo en trineo)» | Parish-Anderson       | 2:45     |  |
| 4.              | «A4 Medley (Joy To The World (Alegría Para El Mundo) / Adeste Fideles / Hark! The Herald Angels Sing (¡Escuchar Con Atención! Los Ángeles Heraldos Cantan))»  |                       | 3:15     |  |
| 5.              | «A5 The Little Drummer Boy (El tamborilero)» | Davis-Onorati-Simeone | 2:35     |  |
| 6.              | «A6 O Holy Night (¡Oh! Noche sagrada)» |                       | 3:15     |  |
| 7.              | «B1 Medley (God Rest You Merry Gentlemen (Dios Descanse, Señores) / O Christmas Tree (Oh Árbol de Navidad) / Deck The Halls (Adornen Los Pasillos))»          |                       | 2:50     |  |
| 8.              | «B2 I'll Be Home For Christmas (Estaré en casa para Navidad)»                                                                                                 | Gannon-Kent-Ram       | 2:29     |  |
| 9.              | «B3 Greensleeves (Mangas Verdes)» |                       | 3:10     |  |
| 10.             | «B4 Medley (Away In A Manger (Lejos En El Pesebre) / The First Noel (El Primer Noel) / It Came Upon A Midnight Clear (Vino Sobre El Claro de Medianoche))»    |                       | 4:20     |  |
| 11.             | «B5 The Christmas Song (La canción de Navidad)» | Torme-Wells           | 2:45     |  |
| 12.             | «B6 Ave Maria (Ave María)» | Bach/Gounod           | 2:45     |  |
| 37:08           | |                       |          |  |

## Tercer LP (1967)
Este sería su último disco con el sello RCA. Se llama "Bells In Toyland", y en español "Campanas en la tierra de los juguetes".
Títulos
Lado A:
- A1	March Of The Toys (La marcha de los juguetes)
  - Escrita por – V. Herbert
  - 2:47
- A2	March Of The Lead Soldiers (La marcha de los soldados de plomo)
  - Escrita por – Pierné
  - 2:32
- A3	Haydn's Toy Symphonette (Sinfonietta de los juguetes)
  - Escrita por – Haydn
  - 2:48
- A4	Doll Dance (El baile de las muñecas)
  - Escrita por – Nacio Herb Brown
  - 2:19
- A5	Sweet Nutcracker! (Dulce cascanueces)
  - Escrita por – Tchaikovsky
  - 4:06
- A6	Dancing Doll (Muñeca bailarina)
  - Escrita por – E. Poldini
  - 2:36

Lado B:
- B1	The Toy Trumpet (La trompeta de juguete)
  - Escrita por – Raymond Scott
  - 2:51
- B2	Toyland (La tierra de los juguetes)
  - Escrita por – Victor Herbert
  - 2:56
- B3	Parade Of The Wooden Soldiers (Desfile de los soldados de madera)
  - Escrita por – Jessel
  - 2:31
- B4	Knight Of The Rocking Horse (El caballero del caballo mecedor)
  - Escrita por – Robert Schumann
  - 2:10
- B5	Toy Train (Tren de juguete)
  - Escrita por – John Klein
  - 3:27
- B6	Syncopated Clock (Reloj sincopado)
  - Escrita por – Leroy Anderson

Fue grabado en mono y stereo.